# Kimberley Klaver
Kimberley Noelle Klaver (Amstelveen, 20 december 1985) is een Nederlands actrice en radio-dj.

## Biografie
Op zesjarige leeftijd deed Klaver auditie voor Dansacademie Lucia Marthas. Ze werd aangenomen en tot haar zestiende volgde ze daar acteer- en danslessen. In die periode was ze te zien in de Mini-playbackshow en Ron's Jong Gelukshow.
Klaver was voor het eerst te zien op televisie in de rol van Maaike van Swinderen in de serie Russen. Later speelde ze ook mee in een aflevering van de comedyserie Oppassen!!!. Niet lang daarna kreeg Klaver een hoofdrol in de BNN-serie Cut. Ze speelde twee seizoenen lang de rol van Marlous.
Na Klavers vertrek uit Cut! studeerde zij drie maanden lang in het Spaanse Salamanca, om daarna door te reizen naar Barcelona, waar ze een half jaar bleef. Op haar achttiende ging ze terug naar Nederland, waar ze de studie Communicatie, Media en Management volgde. Tijdens deze studie speelde ze rollen in ZOOP, Hotnews.nl en Goede tijden, slechte tijden. Ook speelde ze in de videoclip van rapper Daryll.
Daarna speelde Klaver samen met actrice Marloes van den Heuvel en Irene Kuipers in het toneelstuk De Overgang. In 2007 kreeg ze de rol van Chantal in de serie Shouf Shouf!. In datzelfde jaar werkte zij mee aan de opnamen voor de dramaserie Voetbalvrouwen, waarin ze de rol van Jamie speelde. In de eerste aflevering van het tweede seizoen vertrok ze uit de serie.
Na haar vertrek uit Voetbalvrouwen was Klaver te zien in een videoclip van DI-RECT. Voor het dagblad Sp!ts verzorgde ze samen met andere studenten een tijd lang het internetjournaal. Ze interviewde onder anderen Jim Bakkum en Wendy van Dijk. In 2007 kreeg Klaver de rol van Annabella aangeboden in de NCRV-serie SpangaS. Op 20 mei 2011 was zij voor het laatst te zien in de serie.
Begin 2011 was ze te zien in de jeugdserie Raveleijn. Daarin speelde ze de rol van Emma Woudenberg.
Ze was ook te zien in de film SpangaS op Survival, in de speelfilm Terug naar de Kust van Will Koopman.
In 2012 nam ze deel aan het SBS6-programma Sterren Springen op Zaterdag, waarbij ze leerde schoonspringen. Ze stopte met het programma nadat ze haar neus brak tijdens een sprong. In oktober 2014 nam zij deel aan het programma Atlas.
In 2015 speelde Klaver mee in de BNN-serie Vechtershart, met Waldemar Torenstra in de hoofdrol.
In 2017 presenteerde ze samen met Stephan Bouwman een half jaar lang van maandag tot en met vrijdag van 16.00 tot 19.00 uur een programma op het Nederlandse radiostation Qmusic. Tevens was Klaver dit jaar te zien in het RTL 4-programma Een goed stel hersens.

## Persoonlijk
Kimberley is de middelste van drie zussen; de jongste is actrice Melody Klaver en de oudste danseres Stephanie Klaver.
Klaver trouwde in 2014, maar in 2018 liet ze weten te gaan scheiden. Ze werd in 2019 moeder van een zoon. In 2022 werd ze voor tweede keer moeder van een zoon
Ze is ambassadrice van de Stichting Dierenhulp.

### Bestseller 60
| Boeken met noteringen in de Nederlandse Bestseller 60 | Jaar van verschijnen | Datum van binnenkomst | Hoogste positie | Aantal weken | Opmerkingen |
| ----------------------------------------------------- | -------------------- | --------------------- | --------------- | ------------ | ----------- |
| Zuid-moeders breken niet                              | 2022                 | 28-04-2022            | 21              | 6            |             |
| Zuid-moeders hebben geen geheimen                     | 2024                 | 24-04-2024            | 30              | 2            |             |